# گوست استوری گیمز
گوست استوری گیمز (انگلیسی: Ghost Story Games) شرکت بازی ویدئویی آمریکایی است، که در سال ۲۰۱۷ تأسیس شد.